# Nematostylis
Nematostylis é um género botânico pertencente à família Rubiaceae.